# Notoalona freyi
Notoalona freyi är en kräftdjursart som beskrevs av Rajapaksa och Fernando 1987. Notoalona freyi ingår i släktet Notoalona och familjen Chydoridae. Inga underarter finns listade i Catalogue of Life.